# ماتياس كانو
ماتياس كانو (بالإسبانية: Matías Cano)‏ هو لاعب كرة قدم أرجنتيني، ولد في 20 أبريل 1986. لعب مع UAI Urquiza ‏.

## وصلات خارجية
- ماتياس كانو على موقع قاعدة بيانات كرة القدم.إي يو (الإنجليزية)
- ماتياس كانو على موقع Soccerway.com (الإنجليزية)
- ماتياس كانو على موقع AS.com (الإسبانية)